# Ekkehart Baumgartner
Ekkehart Baumgartner (* 2. Januar 1964 in Starnberg) ist ein deutscher Sozialwissenschaftler, Autor von belletristischer wie von Sachliteratur und Essayist.

## Leben
Ekkehart Baumgartner studierte Soziologie und Sozialökonomie in Hamburg. Mit einer sozialpsychologischen Arbeit über die Frühwerkentstehung von deutschsprachigen Schriftstellern der Moderne wurde er promoviert. Er arbeitete als Reportage- und Feuilletonjournalist u. a. für die Süddeutsche Zeitung, Frankfurter Rundschau, den Deutschlandfunk. Von ihm wurden neben journalistischen Beiträgen auch gesellschafts-, kultur- und designtheoretische Essays veröffentlicht. 
Baumgartner ist Autor von Theaterstücken, Erzählungen und Romanen. Bevor er 2008 Hochschullehrer wurde, arbeitete er auch als Texter, Konzeptioner und Creative Director in Agenturen. Er wurde Geschäftsführer der AMD Akademie Mode & Design (2010–2013), Vizepräsident für den neu gegründeten Fachbereich Design an der Hochschule Fresenius (2013–2017), danach auch Vizepräsident für Studium und Lehre an dieser Hochschule (ab 2017). 
Baumgartner ist Herausgeber einer Hochschulschriftenreihe (Visuelle Kulturen) und Autor für das Internationale Weißbuch zur Zukunft der Designlehre, das bei av edition – Verlag für Architektur und Design erscheint.

## Publikationen (Auswahl)
- Brand Communities als neue Markenwelten. Redline Wirtschaft, Heidelberg 2007, ISBN 978-3-636-01470-2.
- Die Erschaffung der Zweitwelt. In: Heuberger, Weigand, Mesner (Hrsg.): Virtuelle Ästhetik. Betrachtungen zur Wahrnehmung am Beginn des 21. Jahrhunderts. Kyrene, Innsbruck 2008, ISBN 978-3-900009-44-1.
- Bruchlinien. (= Reihe junger Autoren, Band 22). Roman. Kyrene, Innsbruck 2009, ISBN 978-3-900009-56-4.
- Liquid Structures. Auf dem Weg in die narzisstische Gesellschaft-sozialwissenschaftlicher Essayband. Parodos, Berlin 2011, ISBN 978-3-938880-41-8.
- Wandel visueller Kommunikation. Grafik und Design zwischen Illustration und Grafik. Herausgeber. Hochschulschrift 2016, ISBN 978-3-00-050239-2.
- mit Astrid Fendt, Florian S. Knauß, Elke Katharina Wittich (Hrsg.): Divine X Design. Das Kleid der Antike. Nünnerich-Asmus Verlag & Media, Mainz 2017, ISBN 978-3-945751-85-5.
- Der Lord starb zwanzig Meilen vor Key West. Literarische Miniaturen, Erzählungen, Theaterstücke. Verlag Bibliothek der Provinz, Weitra 2017, ISBN 978-3-99028-643-2.
- Frietjes für Frietjes. Kunstbuch. Kurztext mit Zeichnungen von Thomas J. Hauck. Verlag Edition Wasser im Turm, Berlin 2020.
- Die Gewissheit des Augenblicks. Roman. Verlag Bibliothek der Provinz, Weitra 2021, ISBN 978-3-99028-949-5.